# 泉町 (所沢市)
泉町（いずみちょう）は、埼玉県所沢市の町名。丁目の設定を持たない単独町名である。郵便番号は359-1112。

## 地理
所沢市内の中央部、新所沢地区に所属する。
西武新宿線新所沢駅-航空公園駅間の線路の南西側に位置する。
北西で新所沢駅西口やパルコ等のある緑町、
北東で線路の向い側にあたる弥生町、
東でパークタウン公園通り団地のある並木、
南東で航空公園駅西口のある喜多町、
南で所澤神明社のある宮本町、
南西で所沢市立清進小学校や所沢市立所沢中学校のあるけやき台と隣接する。
町内はおもに住宅地として、県道沿いは商業地として利用されている。
町域の輪郭は県道・鉄道と2本の市道に囲まれた平行四辺形をしている。

## 歴史

### 沿革
- 以前は大字所沢の一部で、近隣の宮本町や西所沢の住人の畑が多い地域だった[7]。
- 1973年（昭和48年）5月1日 - 町名変更の実施により大字上新井の東部が分離し、美原町・弥生町・泉町となる[8]。
- 2000年（平成12年）11月6日 - 町境北端の踏切が立体交差化し、「新所沢跨道橋」として開通。

## 世帯数と人口
2017年（平成29年）9月30日現在の世帯数と人口は以下の通りである。
| 町丁 | 世帯数  | 人口    |
| ---- | ------- | ------- |
| 泉町 | 826世帯 | 1,750人 |

## 交通

### 道路
- 埼玉県道6号川越所沢線
- 所沢市道 上新井富岡線/新所沢跨道橋通り

交差点
- 北端 - 「新所沢跨道橋」
- 東端 - 西武新宿線踏切
  - 南東 - 「喜多町」交差点
- 南端 - 「けやき台2丁目」交差点
- 西端 - 「泉町」交差点

バス

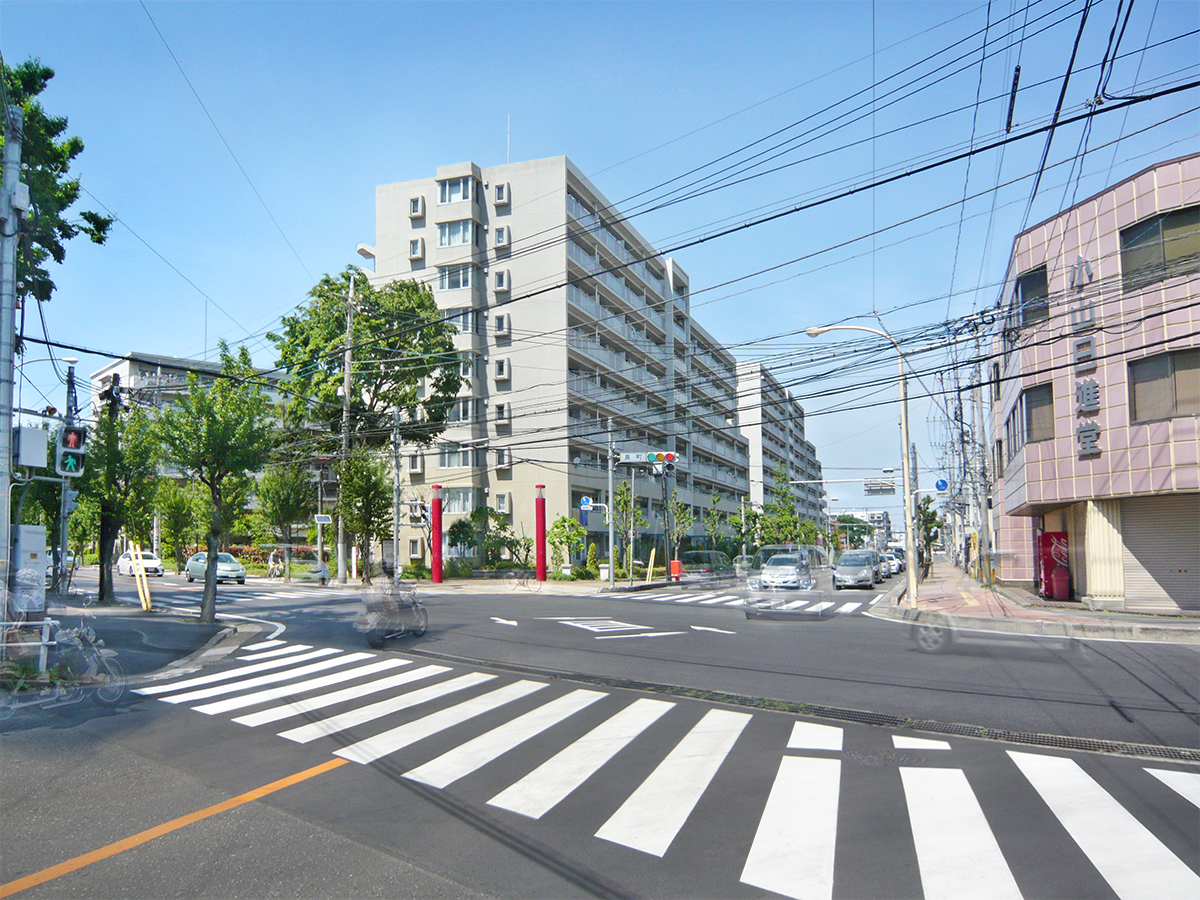
泉町交差点にて 新所沢跨道橋方面を望む（2014年5月）

町域内のバス停は「泉町」（所沢市内循環ところバス西路線）

### 鉄道
地内に鉄道駅は無く最寄駅は、北側に西武新宿線新所沢駅、南側に同線航空公園駅。

## 施設

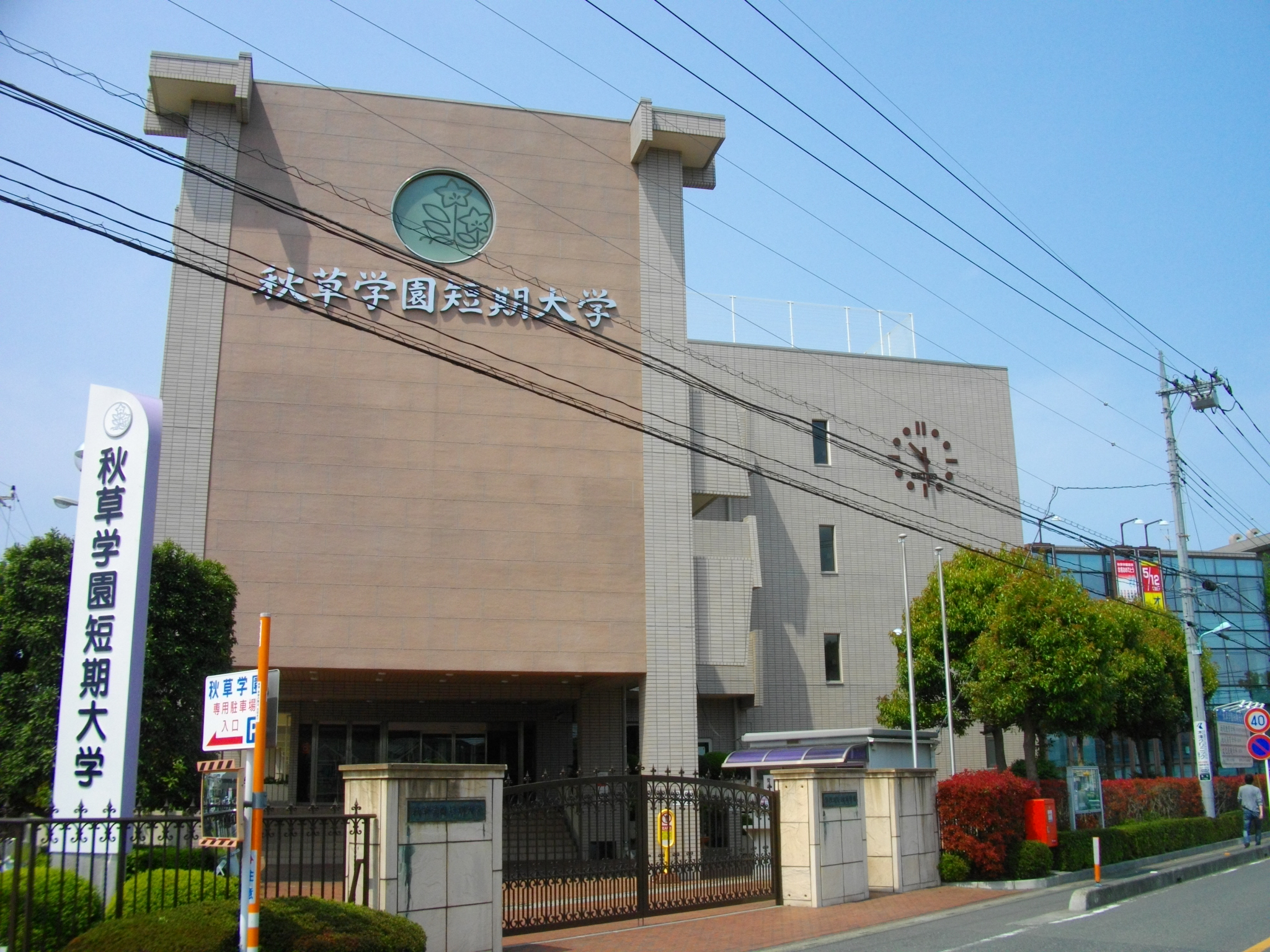
秋草学園短期大学（2013年4月）

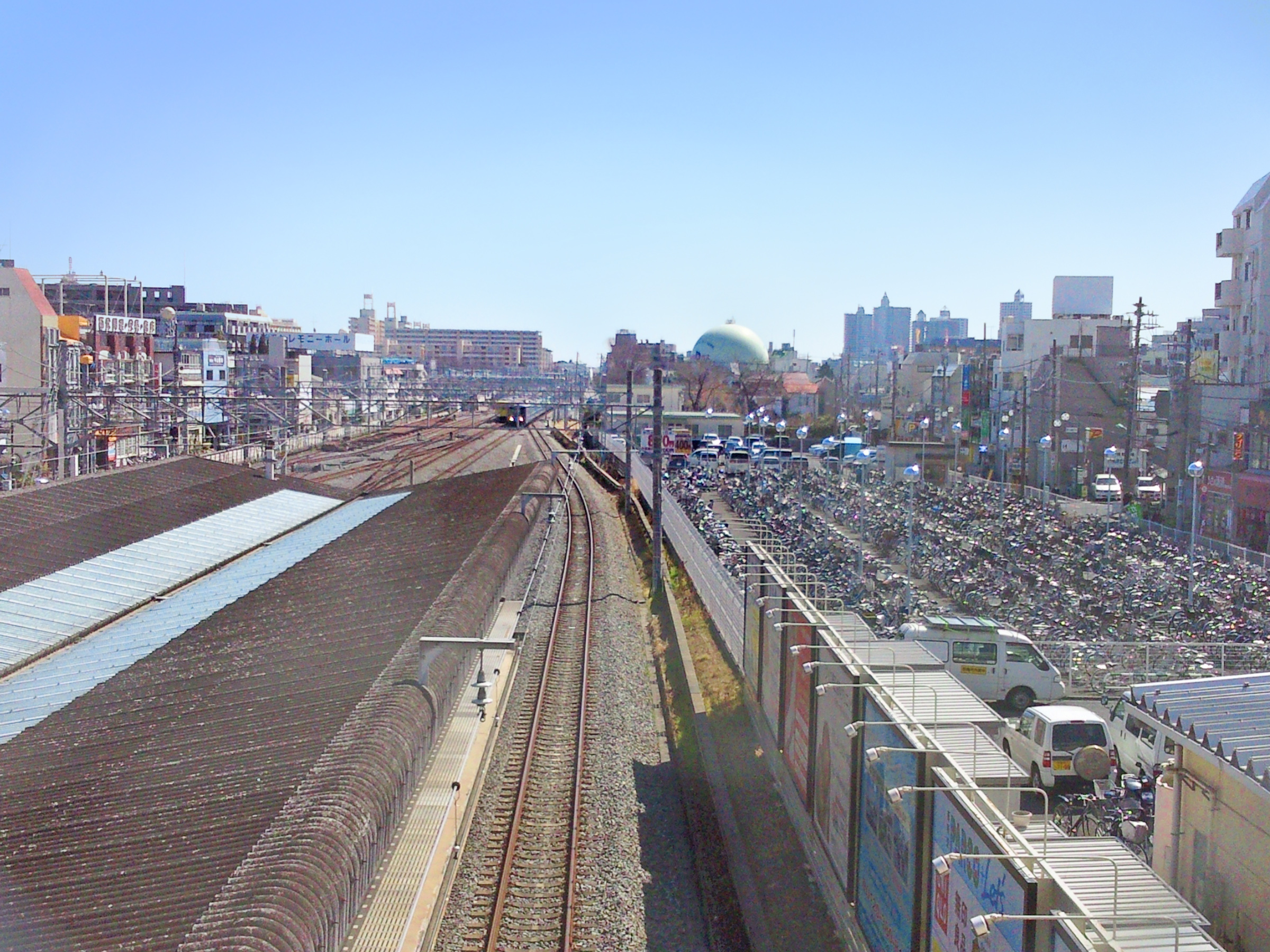
新所沢駅改札階より航空公園駅方面を撮影、球形ガスタンクが見える（2011年3月）

教育
- 秋草学園短期大学
- 西武学園医学技術専門学校

保育
- 私立泉町保育園[9]

公園
- 泉公園[10]

その他
- 武州ガス所沢営業所

### かつて存在した施設
- 所沢市生涯学習センター（旧称:青年の家）
- ガスタンク（武州ガス所沢営業所、球形ガスホルダー） - 2012年3月に解体された[11]。

## 小・中学校の学区
市立小・中学校に通う場合の学区（校区）は以下の通り。
| 町丁 | 番・番地 | 小学校                         | 中学校                         |
| ---- | -------- | ------------------------------ | ------------------------------ |
| 泉町 | 全域     | 所沢市立明峰小学校（北有楽町） | 所沢市立所沢中学校（けやき台） |